# Кросна (пам'ятка природи)
Кро́сна — комплексна пам'ятка природи місцевого значення в Україні. Об'єкт природно-заповідного фонду Сумської області. 

## Опис
Розташована в межах Конотопського району Сумської області, на південь від села Козацьке, на правому березі річки Єзуч, поряд з гідрологічним заказником місцевого значення «Гружчанський». 
Площа 5,6 га. Статус надано згідно з рішенням облради від 27.06.2008 року. Перебуває у віданні ДП «Конотопський агролісгосп» (кв. 37, вид. 21-22). 
Охороняється територія городища раннього та розвинутого середньовіччя, вкрита лісовою та чагарниковою рослинністю, серед якої виділяються вікові дерева. Лісова рослинність представлена липово-кленово-дубовим деревостаном. Пам'ятка є осередком перебування рідкісних видів комах та птахів. 
Разом з історико-культурним має особливе природоохоронне, наукове, освітньо-виховне і пізнавальне значення.